# 슈납스

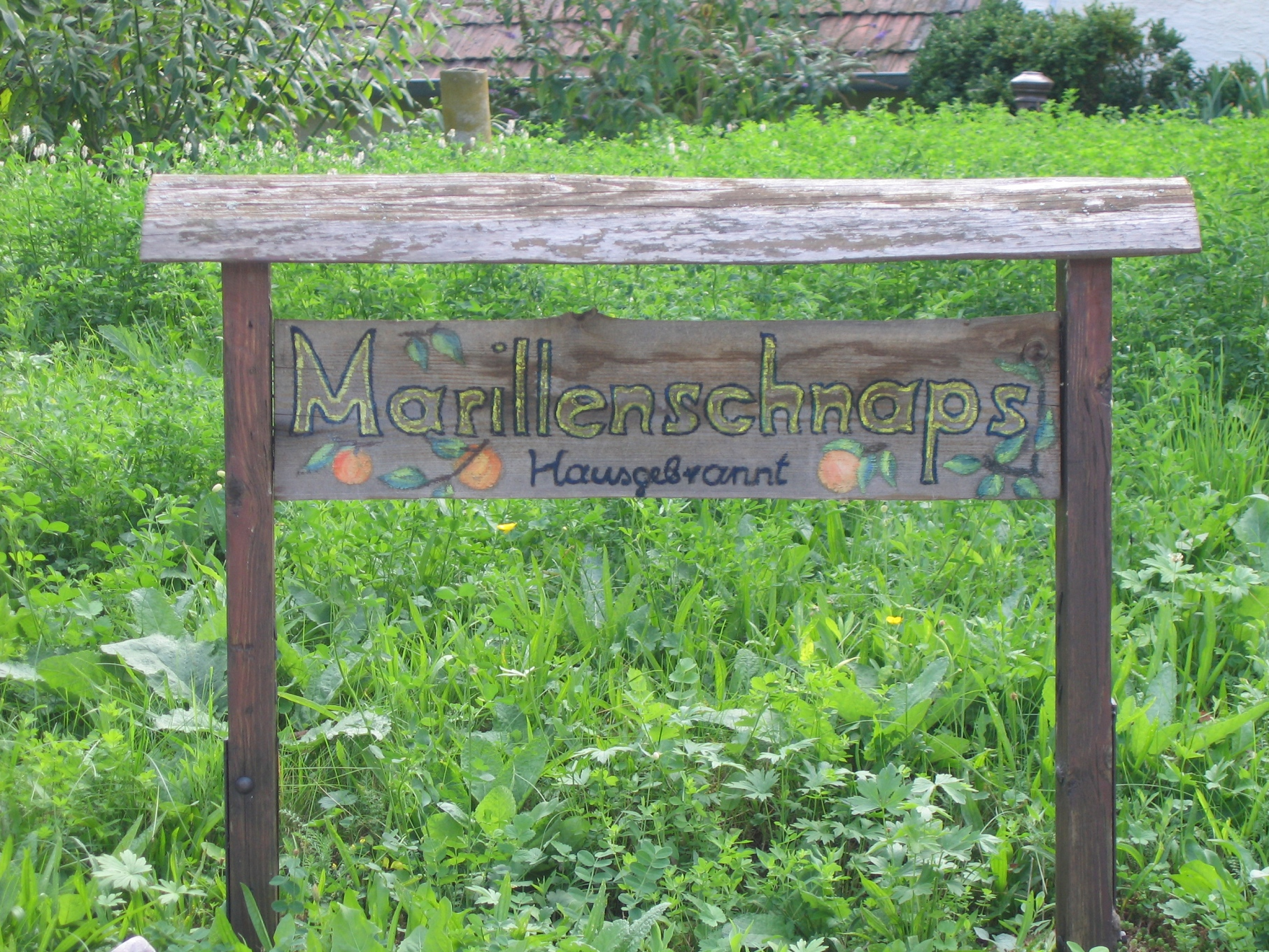
직접 만든 '마릴렌슈납스' (Marillenschnaps, 살구로 만든 브랜디)를 광고하는 오스트리아의 표지판

슈납스(독일어: Schnaps)는 서양식 술의 한 부류로 여러 가지 유형의 술을 아우르는 말이다. 증류하여 만든 과실 브랜디, 허브 소주, 달여서 만든 과실주, 그리고 곡물 중성주정에 과일 시럽, 항료, 인공감미료 등을 타서 만든 '향료 첨가주'도 포함된다.
본래는 독일어 단어인 '슈납스' (Schnaps, [ʃnaps] ( 듣기) 복수형:  Schnäpse)로, 이는 곧 '소주'라는 뜻이다. 'Schnaps'란 어휘 자체는 저지 독일어에서 유래되었으며, 'schnappen' (덥석 먹다)라는 말과도 유사한데 이는 리큐어 같은 술은 한국에서 소주를 먹는 것과 같이 조그만 유리잔에 소량을 담아, 한번에 덜컥 털어놓고 넘기기 때문이기도 하다. 영어권에서는 이 독일어의 'Schnaps'란 단어를 그대로 들여왔으나 스펠링은 'Schnapps'로, 발음은 '슈납스' 내지는 '슈냅스' (/ʃnæps/)로 차이가 있다.

## 종류
독일어로 '슈납스' (Schnaps)란 도수 높은 술을 가리키는 말이다. 프랑스어의 '오 드 비' (eau de vie, 인생수)나 스페인어의 '아과르디엔테' (aguardiente, 불타는 물)과 같은 말이다.
독일 남부, 스위스, 오스트리아, 프랑스 알자스 지역에서는 '옵스틀러' (Obstler) 혹은 '옵스트브란트' (Obstbrand)란 이름의 전통주가 있는데, 독일어로 과일이란 뜻의 '옵스트' (obst)에서 유래한 말이다. 기본적으로는 과일로 만든 브랜디로, 독일어권 남부 지역에서 흔히 찾아볼 수 있으며 이 또한 슈납스의 범주에 속한다. 이와는 달리 독일 북부에서는 전통 증류주라 하면 무조건 곡물로 만든 술만 해당된다.
독일에서 슈납스를 만드는 데 쓰이는 과일로는 사과, 배, 자두, 체리, 살구가 있다. 이 밖의 과일은 잘 쓰이지 않는다. 사과는 주로 배와 함께 '옵스트바서' (Obstwasser, 과일수)에, 배는 '빌리엄스비어네' (Williamsbirne, 윌리엄의 배)에, 자두는 '츠베치겐바서' (Zwetschgenwasser, 자두수)에, 체리는 '키르슈바서' (Kirschwasser, 체리수)에, 살구는 주로 오스트리아에서 '마릴렌슈납스' (Marillenschnaps, 살구 슈납스)에 들어간다.
라즈베리로 만든 화주는 '힘버가이스트'라 부르며 이 또한 '슈납스'로 불린다. 다만 이 경우에는 증류주로 만들기 전 몇 주 동안 정류 알콜 속에 담가둔 라즈베리 열매를 우려내 만든 것이기에 '옵스틀러'에는 포함되지 않는다.
허브로 만든 슈납스도 있는데 이를 크로이테를리쾨어 (Kräuterlikör)라고 부른다. 예거마이스터, 운터베르크, 퀴메를링, 킬레피치, 부르첼페터 등의 브랜드가 유명하다.